# Pietro Francesco Bussi
Pour les articles homonymes, voir Bussi.
Pietro Francesco Bussi (né le 28 juillet 1684 à Rome, capitale de l'Italie, alors dans les États pontificaux et mort le 10 septembre 1765 à Rome) est un cardinal italien du XVIIIe siècle.
Il est parenté avec les familles des papes Innocent X (Pamphilj) et Alexandre VII (Chigi) et est un neveu du cardinal Giovanni Battista Bussi (1712) et l'oncle du cardinal Giovanni Battista Bussi (1824).

## Biographie
Bussi est chanoine de la basilique Saint-Pierre de 1713 à 1743. Il est référendaire au tribunal suprême de la Signature apostolique et auditeur et doyen de la Rote romaine. Il exerce des fonctions à la Congrégation des rites, à la Congrégation du Saint-Office et à la Pénitencerie apostolique.
Le pape Clément XIII le crée cardinal lors du consistoire du 24 septembre 1759.

### Sources
- Fiche du cardinal sur le site fiu.edu